# Bataille de Corpus Christi
Pour les articles homonymes, voir Bataille de Brownsville.
Guerre de Sécesssion
Batailles
Opérations du blocus de la côte du Texas
- 1re Sabine Pass
- Corpus Christi
- Galveston Harbor
- Galveston
- Phare de Galveston (en)
- 2e Sabine Pass

La bataille de Corpus Christi a lieu entre le 12 août et le 18 août 1862, pendant la guerre civile américaine. 
Les forces de la marine américaine bloquant le Texas mènent un petit engagement terrestre et maritime avec les forces confédérées dans et autour de la baie de Corpus Christi et bombardent Corpus Christi. Les forces de l'Union dominent les navires de la marine des États confédérés opérant dans la région mais sont repoussées lors d'un débarquement sur la côte.

## Contexte

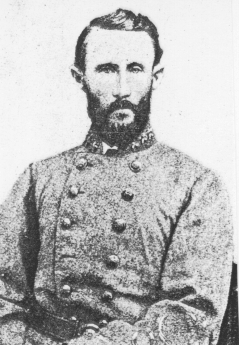
Alfred Hobby.

Le Texas avait été une source principale d'approvisionnement pour les forces confédérées pendant la guerre civile américaine. Début des opérations navales de l'Union pour bloquer la côte du Texas. Bien que la ville soit dans un État confédéré, Corpus Christi abritait à la fois des patriotes confédérés et des sympathisants de l'Union.
Cinq navires de l'Union et quatre navires confédérés sont impliqués dans la bataille. Les navires de la marine américaine comprennent le sloop USS Belle Italia, le bateau à vapeur converti en canonnière USS Sachem, le voilier USS Arthur, la goélette USS Reindeer et un yacht armé nommé USS Corypheus.
Les forces navales confédérées comprennent au moins deux navires armés, un sloop nommé CSS Breaker, une goélette nommée CSS Elma, un autre sloop nommé CSS Hannah et un bateau à vapeur marchand, l’AB ou A. Bee.
USS Sachem est commandée par le capitaine H.W Morris, l'ancien commandant de la marine américaine de la Nouvelle-Orléans, et est armé d'un canon Parrott de 20 livres (0,91 kg) et de quatre canons de 32 livres (15 kg). Son équipage est composé d'environ cinquante hommes ; le navire avait également participé à plusieurs autres engagements navals historiques tels que Hampton Roads et la bataille des forts Jackson et St. Philip. Le capitaine Morris n'aurait pas participé à cette bataille. Le lieutenant Amos Johnson commande la Sachem. Le lieutenant John W. Kittredge est à la tête d' Arthur, qui possède un équipage de plus de quatre-vingts hommes et est armée de six canons de 32 livres à canon lisse. Kittredge commande la flottille et l'Arthur est le navire amiral de la force. Le Yacht Corypheus a un canon rayé de 30 livres (14 kg) et un obusier de 24 livres (11 kg). Son équipage est composé de vingt-huit hommes et est commandé par le maître par intérim AT Spear. L'armement et l'équipage du Belle Italia ne sont pas connus. La goélette Reindeer aligne six obusiers de 24 livres. On sait peu de choses sur les navires confédérés.
La taille de la garnison de Corpus Christi comprend quelques compagnies de milice avec deux canons de 6 livres (2,7 kg). Ils ont ensuite été renforcés par des miliciens, certains à cheval, de deux autres canons de 12 livres (5,4 kg) et un de 18 livres (8,2 kg). Au total, 700 confédérés ont été impliqués dans la bataille. La garnison de milice est commandée par le colonel Charles G. Lovenskiold mais il a remis son commandement au major Alfred M. Hobby à son arrivée avec des renforts. La garnison est basée à la citadelle de Fort Kinney.

## Ordre de bataille

### Flotte de l'United States Navy
- USS Arthur (1855) (en) : navire amiral.
- USS Belle Italia (en) : sloop-of-war.
- USS Sachem (1861) (en) : canonnière à vapeur.
- USS Corypheus (1862) (en) : goélette
- USS Reindeer (1862) : goélette.

### Flotte des Confédérés
- CSS Hannah : sloop ;
- CSS Breaker (en) : goélette ;
- CSS Elma : goélette ;
- A.B. : navire marchand à vapeur.

## Bataille

### Raid de Corpus Christi
À midi le 12 août, juste au nord-ouest de Corpus Christi, Les navires de l'Union Belle Italia, Sachem, Reindeer et Corypheus naviguent depuis la baie d'Aransas par un canal dans la baie de Corpus Christi lorsqu'ils aperçoivent le CSS Breaker. Les navires de la marine de l'Union poursuivent le sloop qui est rempli de marins et de plusieurs soldats de l'armée des États confédérés qui reviennent d'une mission de reconnaissance. Après une longue poursuite, les navires de l'Union se rapprochent des Confédérés et ouvrent le feu. Le commandant confédéré choisi d'échouer son sloop puis de le saborder par le feu pour empêcher sa capture. Un groupe de l' Arthur aborde le navire pour le capturer et empêcher l'incendie. Au moment de leur arrivée, les Confédérés avaient déjà abaissé les canots de sauvetage et s'échappaient par voie terrestre. Les marins de l'Union montent à bord du Breaker et éteignent le feu. Après avoir pris et renfloué le vaisseau et affaibli ainsi les défenses du Corpus Christi, les commandants de l'Union décident d'attaquer les Confédérés défendant la ville. Sachant que CSS Breaker est perdu, les Confédérés de la baie sabordent le CSS Elma et le sloop CSS Hannah.

### Blocus
Après avoir pris le CSS Breaker, les navires de l'Union naviguent vers le sud-ouest non loin de Corpus Christi et établissent un blocus. Les Sachem et Corypheus sont les premiers à bombarder le fort confédéré. Le lieutenant Kittredge transfert son commandement sur le Corypheus ayant renvoyé au nord l’Arthur pour se procurer des fournitures telles que des munitions et de la nourriture. Belle Italia et Reindeer sont hors de portée en tant que réserves et le Breaker capturé est utilisé comme navire-hôpital pour les troupes de l'Union.
Le lendemain matin, le 13 août, le lieutenant Kittredge et une équipe reçoivent l'ordre de débarquer pour exiger la reddition de la ville portuaire confédérée du Rio Nueces. Il reçoit également l'ordre d'accorder une trêve de quarante-huit heures pour l'évacuation des femmes et des enfants si les rebelles décidaient de prendre position. Comme prévu, les rebelles refusent de se rendre. L'Union poursuit le blocus pendant les quarante-huit heures suivantes. Le 16, à la fin de la trêve, Kittredge, pour des raisons inconnues, ne lance pas son attaque, les Confédérés profitent du temps pour continuer à renforcer leur fort.

### Attaque sur Fort Kinney
Lorsque les rebelles ont évacué la ville de civils et ont fini de renforcer le fort, ils attaquent les navires de l'Union à l'aube du 17 août. Le lieutenant Kittredge répond par des tirs de batteries et réduit temporairement les canons au silence. Chaque fois que les navires de l'Union cessent de tirer, les Confédérés reprennent les tirs et continuent à se battre. Ce processus consistant à faire taire le fort à plusieurs reprises dure toute la journée et la nuit jusqu'à ce que Kittredge retire ses navires en raison de l'obscurité. Les Sachem et Corypheus ont tous deux été légèrement endommagés, Belle Italia a également été touchée, le tir a blessé un maître de pont.

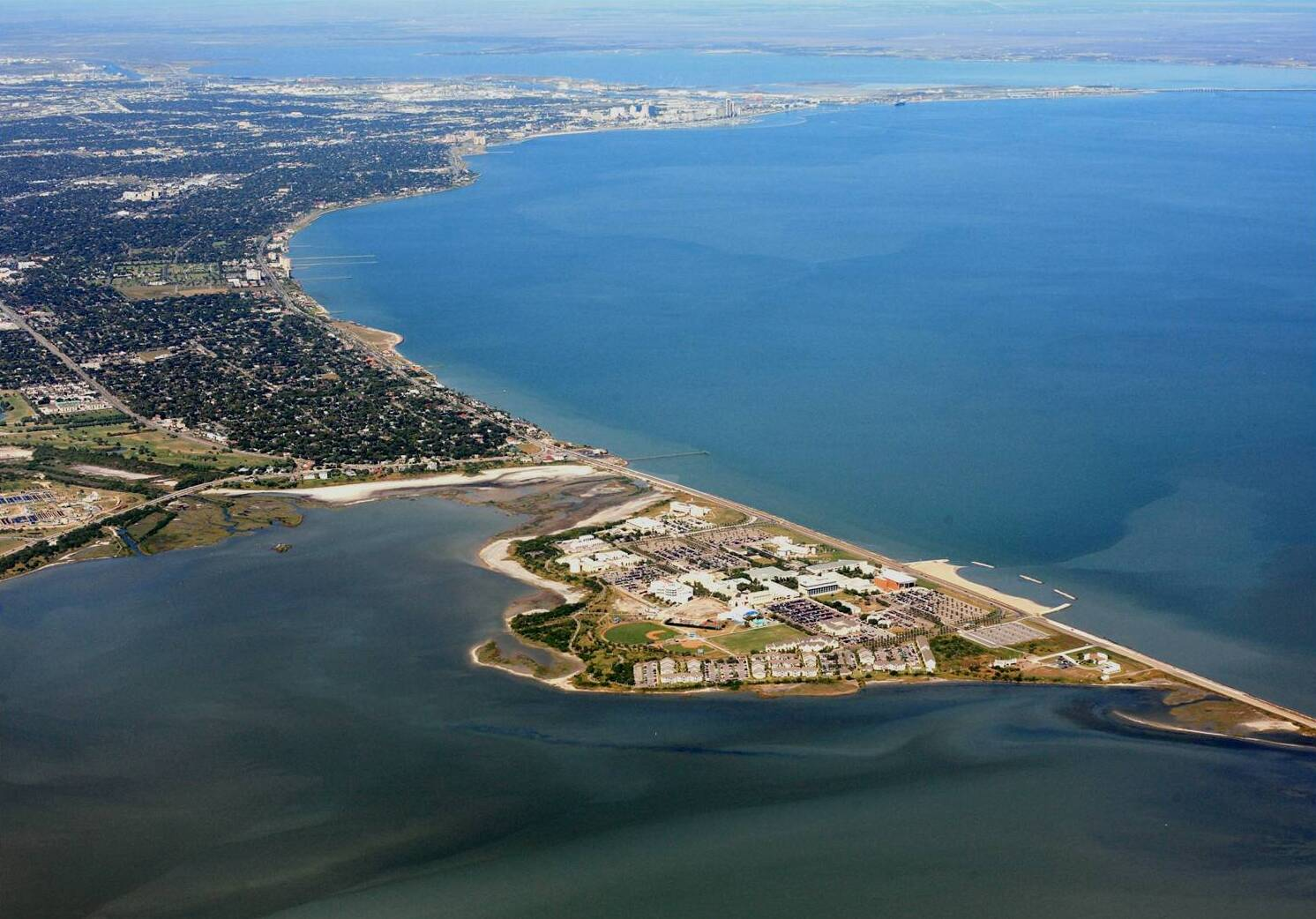
Corpus Christi (à gauche), Nueces Bay (en haut), Corpus Christi Bay (à droite), Oso Bay (en bas).

Vers minuit le 17, Belle Italia envoie à terre une troupe de trente marins et un obusier de 12 livres pour attaquer le fort ; soixante-dix autres marins sont disponibles pour débarquer, mais seuls les trente hommes de Belle Italia sont envoyés à terre. Cette même nuit, les forces confédérées sabordent AB dans le chenal peu profond qui mène à la baie de Nueces. Kittredge sur le Corypheus tente à plusieurs reprises de remorquer le navire hors du chenal avant qu'il ne brûle complètement, soit pour capturer le navire, soit pour l'empêcher de couler et de bloquer le canal étroit. Les navires de l'Union restent aussi loin que possible, ce qui permet d'éviter des pertes des deux côtés. La distance des navires par rapport au fort signifie que les deux forces doivent tirer à portée maximale, diminuant ainsi l'efficacité de leurs tirs. Les artilleurs confédérés n'ont pas non plus été formés : en effet, une pénurie de poudre à canon les a empêchés de s'entraîner avant l'engagement.
Le lendemain matin, la force de débarquement de l'Union s'avance jusqu'à portée des canons et des mousquets du fort ; les combats recommencent et bientôt les navires reprennent le bombardement des canons rebelles. À ce moment, le major Hobby et vingt-cinq fantassins avancent pour défendre la batterie. La cavalerie dirigée par le lieutenant James A. Ware, initialement en réserve, rejoint l'attaque. L'escarmouche continue pendant un certain temps ; les marins de l'Union résistent grâce au soutien de leurs navires. Après une escarmouche prolongée, les forces de l'Union sur terre commencent à manquer de munitions et entament une retraite vers le Belle Italia. Le fort Kinney n'a pas été pris, mais il a été réduit au silence par les tirs de l'Union. Les confédérés ont repoussé les forces débarquées et se retirent en ville. Les membres d'équipage des navires de la marine américaine remarquent ce repli et Kittredge ordonne le bombardement des bâtiments côtiers là où les confédérés se sont retirés. La plupart des bâtiments endommagés sont des maisons et des entrepôts. Ayant épuisé leurs munitions, la bataille se termine et Kittredge ordonne à ses navires de se diriger vers le nord jusqu'à Aransas Bay. Pendant le bombardement, un unioniste vivant à Corpus Christi du nom de John Dix, prend son drapeau américain et se dirige vers le toit de sa maison de Water Street. John Dix a l'intention de brandir le drapeau face aux navires américains en signe de reddition, mais avant qu'il ne puisse monter sur son toit, sa belle-fille l'arrête. Elle est mariée au fils de Dix qui se bat pour la Confédération. La fille a un fusil de chasse et le pointe sur son beau-père jusqu'à ce que le drapeau soit rangé. Une fois le bombardement terminé, les confédérés de la ville sont très en colère et de nombreux unionistes sont heureux. La colère suscitée par l'attaque a conduit au pillage de plusieurs maisons appartenant à des partisans de l'Union.

## Conséquences
Les pertes lors de l'engagement sont pour la plupart inconnues, deux marins de l'Union ont été blessés, l'un à bord du Belle Italia. Au moins un confédéré a été tué au combat, le major Hobby a été légèrement blessé. Une fois à Aransas Bay, les navires ont retrouvé l'Arthur qui avait quitté le blocus plus tôt. La bataille se présente comme une victoire tactique pour les États-Unis ; ils ont surmonté l'activité navale confédérée dans la région et réduit au silence le fort ennemi protégeant Corpus Christi et la baie. Les forces confédérées ont vaincu le parti de la côte de l'Union, elles ont également continué à tenir la ville et le fort silencieux après la bataille.